# Distretto di Manevyči
Il distretto di Manevyči (in ucraino Маневицький район?, Manevyc'kyj rajon) era un distretto dell'Ucraina situato nell'oblast' di Volinia con capoluogo Manevyči. È stato soppresso in seguito alla riforma amministrativa del 2020.